# 久藤今日子
久藤 今日子（くどう きょうこ、Qyoko Kudo）は日本の女優。静岡県静岡市清水区出身。

## 来歴
出版社、輸出入会社等の勤務を経、奈良橋陽子主催のユナイテッド・パフォーマーズ・スタジオで演技を学ぶ。以降、『ウルヴァリン:SAMURAI』、『Kingyo』、『バベル』、『An American Piano』、『仁光の受難』など、国内外の作品に出演。主演した『Sentaku basami』では海外映画祭で主演女優賞候補となり、『Matcha and Vanilla』では主演女優賞を受賞。
趣味は合気道、英語・英会話、自転車、オートバイ、着物
合気道初段。中学校・高等学校教員普通免状取得（英語）。普通自動二輪免許、普通自動車運転免許取得。

## 出演作品

### 映画
- そこにきみはいて（2025年公開予定、竹馬靖具監督）[1]
- 義父養父（2023年、大美賀均監督）
- People Just Do Nothing: Big in Japan（2021年、ジャック・クロウ監督）Mio Azuma役
- 失顔（2020年、岡元雄作監督）吉永幸子役
- Matcha and Vanilla（2019年、 ヘイミッシュ・ダウニー監督）Ai 役
- 東京ドリーマー（2019年、柳明菜監督）母 役
- Living Room（2018年、ジェシカ・バークリー・ロートン 監督）Rini 役
- グッドアフタヌーン（2018年、山本英監督）山下リエ役
- The Dollhouse Family（2017年、片岡翔]監督、TSUTAYA Creators’ Program2017 準グランプリ）母の声
- 仁光の受難（2016年、庭月野議啓監督、ポニーキャニオン、Asian Shadows International配給）ナレーション
- Silence（2016年、ヘイミッシュ・ダウニー監督）Vivienne Hirayama役
- アヒージョ!（2015年、武田龍也監督、アヒージョ制作委員会製作）香川政子 役
- An American Piano（2014年、ポール・リーミング監督、ヴィセラル・サイキ製作）越田夫人 役
- ウルヴァリン:SAMURAI（2013年、ジェームス・マンゴールド監督、シード・プロダクションズ製作、20世紀フォックス配給）矢志田あや 役
- 残香 Springtime Nostalgia（2013年、エドモンド・ヨウ監督、杉野希妃プロデュース・主演）北沢先生 役
- The Showing - 史上最恐のミーティング（2013年、白石晃士監督、Bruce Nackbarプロデュース）オフィスのゾンビ 役
- The Shadow Inside（2013年、トム・フリント監督）
- Sentaku Basami（2011年、スティポンプラチュム・ヴィチアン監督）妻 役（主役）
- 煙の薫（2011年、岡元雄作監督、astrosandwich製作）山口真智子 役
- ANXIETY（2011年、ダニエル･ラビン監督）はな 役
- さぬき巡礼ツアー]（2011年、福田良夫監督、シネマファクトリー製作）小山田亜希子 役
- ラーメンガール（2009年、ロバート・アラン・アッカーマン監督、ワーナーブラザーズ配給）電車の母親 役
- Kingyo（2009年、エドモンド・ヨウ監督、早稲田大学安藤紘平研究室製作）京子 役
- 20世紀少年 最終章（2009年、堤幸彦監督、映画「20世紀少年」製作委員会製作、東宝配給）空港アナウンス
- 今、僕は…（2009年、竹馬靖具監督、chiyuw製作）鈴木良美 役（弁として出演）
- バベル（アレハンドロ・ゴンサレス・イニャリトゥ監督、メディア・ライツ・キャピタル製作）歯科の女 役

### テレビドラマ
- モナーク: レガシー・オブ・モンスターズ (2023年-2024年、Apple TV+) エミコ・ランダ役
- らんまん ₍2023年、NHK連続ドラマ小説）鞠代役
- こえ恋（2016年、テレビ東京）松原理恵子役

### 配信ドラマ
- フクロウと呼ばれた男（2024年配信、Disney+）竹内久美子役[2]

### 舞台
- 霞色のライラック （米倉リエナ演出、アップスシアター制作）
- Pirates of Tokyo Bay バイリンガル即興ライブ
- 約束〜真説三億円事件（2015年、工藤俊作演出）
- Gift〜星空の向こうから〜（たんじだいご演出、日穏制作）
- SUKIYAKI（たんじだいご演出、日穏制作）
- 二階堂智の三つの短いお話（二階堂智演出）
- The Clown Said No（米倉リエナ演出）
- 天気待ち〜Waiting for the Sun（奈良橋陽子演出）
- 老いぬさまでいよう（長島直樹演出、シアターサンモール制作）
- 兆し（奈良橋陽子演出）

### ミュージックビデオ
- HIKAKIN & SEIKIN 『コール』（2024年）
- 中孝介『花』Music Video 2016 Ver.
- ソナーポケット『80億分の一』

### CF・PV・DVD・その他
- 日産自動車
- JFRカード
- ミツカン
- au KDDI
- ネスレ マギーブイヨン
- すうけい
- ライオン マジカ
- 楽天Edy
- ニトリ
- アインホールディングス
- インベストメントパートナーズ
- PIXUS x C Clip
- サントリーウエルネス・エファージュ
- 日本ヒューマンサポート
- 日立 ヘルスケア
- 安川電機
- カメラのキタムラ
- Red Bull
- YAMAHA ボカロネット
- セコムホームライフ
- 岩谷産業
- ニュージーランド教育庁PR映像
- カゴメ 野菜生活100